# 専門学校ベルランド看護助産大学校
ベルランド看護助産大学校（ベルランドかんごじょさんせんもんがっこう）とは、医療法人生長会が運営する大阪府堺市中区にある専修学校。

## 沿革
- 1977年 - 大阪府中看護専門学校として開校。
- 1982年 - 現在地に移転。
- 1992年 - 助産師養成施設となりベルランド看護助産専門学校に改称。
- 2018年 - 4年制の高度専門看護学科を開設し現校名となる。

## 所在地
- 〒599-8247 大阪府堺市中区東山500-3

## 学科
- 高度専門看護学科
- 看護学科
- 助産学科